# Mahó sensei Negima!
Mahó sensei Negima! (japonsky 魔法先生ネギま!, známé též pod oficiálním anglickým názvem Negima! Magister Negi Magi) je manga, kterou kreslí a píše Ken Akamacu, autor známé série Love Hina. Příběh vypráví o desetiletém chlapci jménem Negi Springfield, který se po vzoru svého otce stane mágem a po vystudování magické akademie musí opustit domov a vydat se do světa sbírat zkušenosti. Je proto přidělen na japonskou střední dívčí školu, kde má vyučovat angličtinu.
První kapitola Mahó sensei Negima! vyšla 26. února 2003 v japonském časopise Šúkan šónen Magazine (japonsky 週刊少年マガジン) a následně jej 17. července 2003 začalo vydávat nakladatelství Kódanša. V USA je manga vydávána nakladatelstvím Del Rey od 27. dubna 2004 a v Anglii od 3. srpna 2006 nakladatelstvím Tanoshimi. V České republice není oficiálně licencovaná a tudíž neexistuje ani oficiální překlad.
Podle mangy vzniklo i několik anime sérií, na nichž se přímo podílel i Ken Akamacu. První sérii s názvem Negima! vytvořilo studio Xebec v roce 2005. Negima! má 26 dílů a podle hlasování fanoušků na stránkách TV Asahi se jednalo o 5. nejoblíbenější anime v roce 2005 – 2006. V červenci 2008 vznikla krátká, třídílná OVA s názvem Mahó sensei Negima! Široki cubasa Ala Alba (japonsky 魔法先生ネギま！～白き翼 ALA ALBA～), která přímo navazuje na mangu a sleduje děj popsaný v 19. a 20. dílu mangy. Na tuto sérii přímo navazuje další OVA Mahó sensei Negima! Mó hitocu no sekai (japonsky 魔法先生ネギま！～もうひとつの世界～). V roce 2009 vyšla další OVA, která sleduje Negiho výpravu do světa magie. Celovečerní animovaný film s názvem Gekidžóban Mahó sensei Negima! Anime Final (劇場版 魔法先生ネギま! ANIME FINAL) vyšel 27. srpna 2011.
Alternativní verzi příběhu popisuje anime Negima!?, které má 26 dílů a podle nějž vznikla i manga Negima!? neo. Autorem této mangy je Takuja Fudžima.
V roce 2013 začala vycházet manga UQ Holder!, jejíž hlavní postavou je Tóta Konoe, vnuk Negiho Springfielda. Příběh tohoto volného pokračování je více zaměřen na akci a prvky sci-fi.

## Příběh
Hlavním hrdinou je desetiletý mág Negi Springfield pocházející z Walesu. Negi, stejně jako jeho otec Nagi, se chce stát mágem, který pomáhá světu (tito mágové jsou známí jako Magister Magi a obyčejní lidé o jejich schopnostech neví). Poté, co Negi ukončil magickou akademii je poslán do Japonska, kde má vyučovat angličtinu a trénovat se v pomáhání obyčejným lidem, předtím než se stane opravdovým Magister Magi. Ihned po příjezdu na univerzitu Mahora je desetiletý Negi jmenován třídním učitelem na dívčí střední škole, kde má vyučovat 31 dívek. Negi postupně zjišťuje, že někteří jeho kolegové, tedy ostatní učitelé, jsou mágové a jeho studentky také často nejsou obyčejní lidé.
Postupně se Negi více seznamuje se svými studentkami, řeší jejich problémy a získává si u nich respekt. Nejvíce se spřátelí se studentkou jménem Asuna Kagurazaka, která se později stane jeho pomocníkem a společně pak zjišťují podrobnější informace o Negiho otci (ten je považován za mrtvého).
Zpočátku se příběh podobá předchozí manze Love Hina. Jak ale děj pokračuje, romantických scén a podobnost s Love Hinou se vytrácí a příběh se stává akčnější, obsahuje více sci-fi a fantasy prvků. Navíc, Negi je přesným opakem Keitara z Love Hiny – pracovitý, schopný a poctivý.

### Magie
Mágové se ve světě Negimy! dělí na dvě hlavní skupiny — na západní mágy a na onmjó mágy. Západní mágové (mezi které se řadí i Negi) používají v bojích své partnery, což jsou lidé, s kterými uzavřeli kontrakt. Těmto partnerům pak mohou mágové předávat část svým magických sil a tak bojovat proti nepříteli. Naopak onmjó mágové v bojích využívají různé druhy démonů, které si vyvolávají před bojem.

### Pactio
V sérii se často vyskytuje tzv. Pactio systém, který využívají západní mágové. Tito mágové uzavírají kontrakty s dalšími lidmi, kteří jim pak pomáhají v boji. Jakmile je kontrakt s mágem uzavřen, dotyčná osoba se stává partnerem mága — Ministel Magi — a díky magii se stává mnohem silnější a odolnější. Jako důkaz, že byl kontrakt uzavřen, vzniká speciální karta, ve které je popsána osoba i její schopnost, kterou získala. Díky této kartě, kterou má mág i jeho partner, mohou oba telepaticky komunikovat a mág může na dálku vyvolat partnerovy schopnosti.
Ministel Magi je však plně závislý na magii, kterou mu poskytuje mág. Jakmile je mág vyřazen z boje, nebo sám ukončí podporu svého partnera, Ministel Magi ztrácí své schopnosti a do dalšího vyvolání se opět stává obyčejným člověkem.
Negi tak postupně uzavírá kontrakty se svými studentkami, které pak za něj bojují. Každá studentka má svoji zvláštní schopnost, která je závislá na její osobnosti. Tyto kontrakty, které Negi uzavírá, jsou však pouze dočasné. To znamená, že je lze kdykoliv zrušit. Oproti trvalým kontraktům, které jsou na celý život však mají časové omezení, které po vyvolání v boji dovoluje využít partnerových schopností pouze na omezenou dobu.

### Univerzita Mahora
Univerzita Mahora, ve které se odehrává většina děje mangy, je obrovský areál, kde se nachází velké množství základních, střední a vysokých škol. V areálu jsou koleje a ubytovny pro studenty, velké množství obchodů a různých budov. V areálu je i vlastní tramvajová doprava.
Všechny budovy a větší nebo častěji používané objekty jsou vytvořeny jako 3D modely v počítači. Některé budovy mají reálný základ v existujících budovách po celém světě. Například v 8. díle mangy je ukázka model mostu, na kterém Negi a Evangeline svedli souboj. Jedná se o Brooklynský most v Manhattanu. Model je složen z přibližně 814 tisíc polygonů a jedná se tak o největší objekt, který se v manze objeví. Dalším příkladem je budova v italské zahradě Villa Garzoni. Budova se objeví v 10. díle mangy a je složena z asi 550 tisíc polygonů.

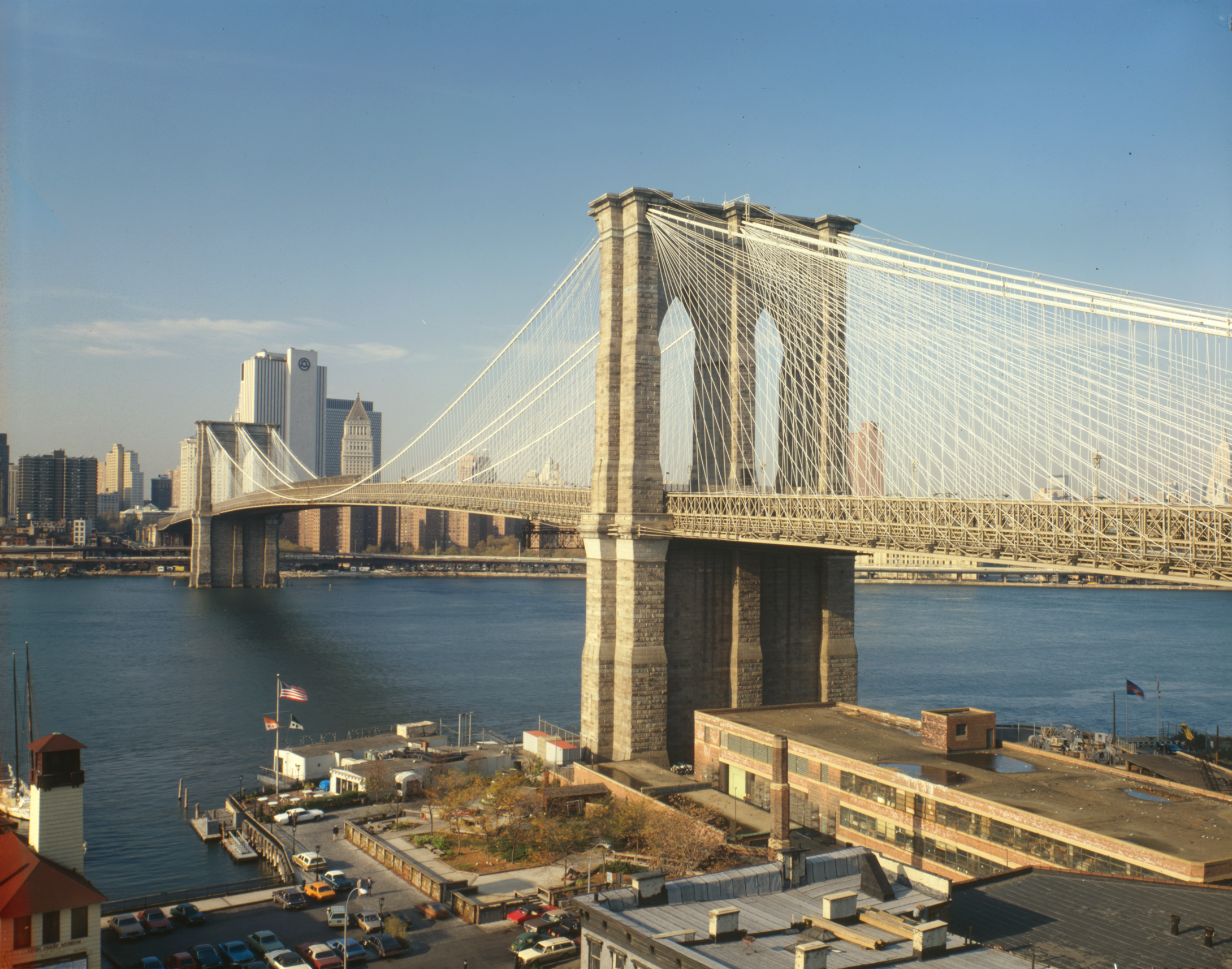
Brooklynský most v Manhattanu se stal předlohou pro model mostu, na kterém Negi a Evangeline bojovali v 3. díle mangy.
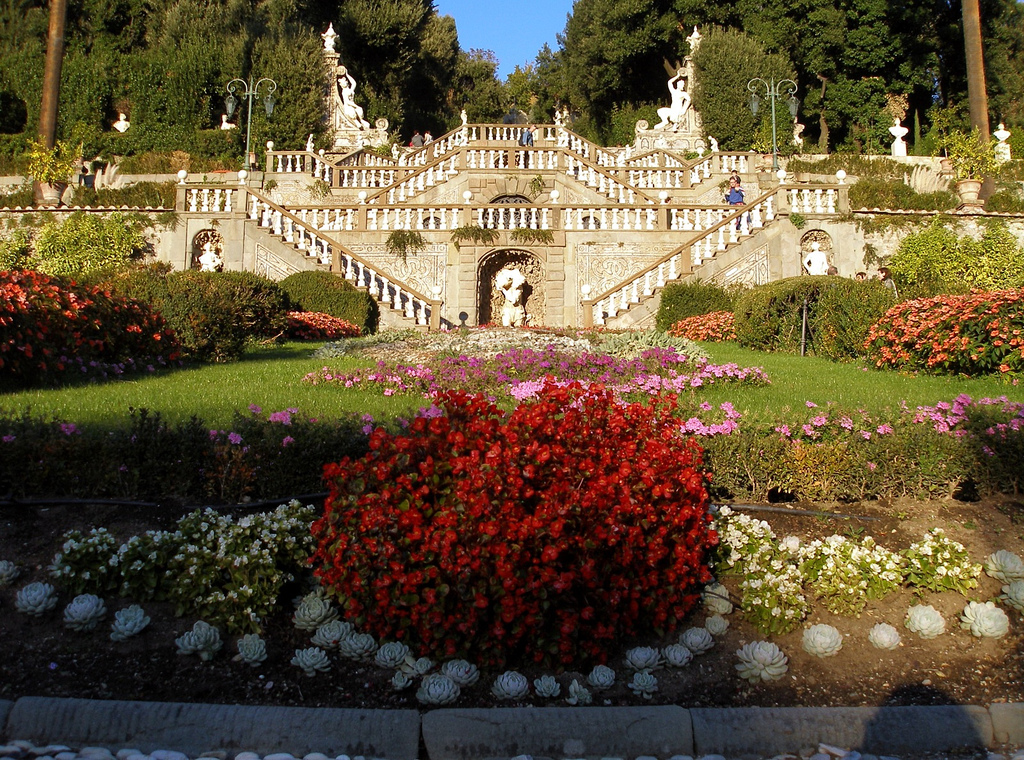
Budova v zahradě Villa Garzoni v Itálii se objevila v 10. díle mangy.
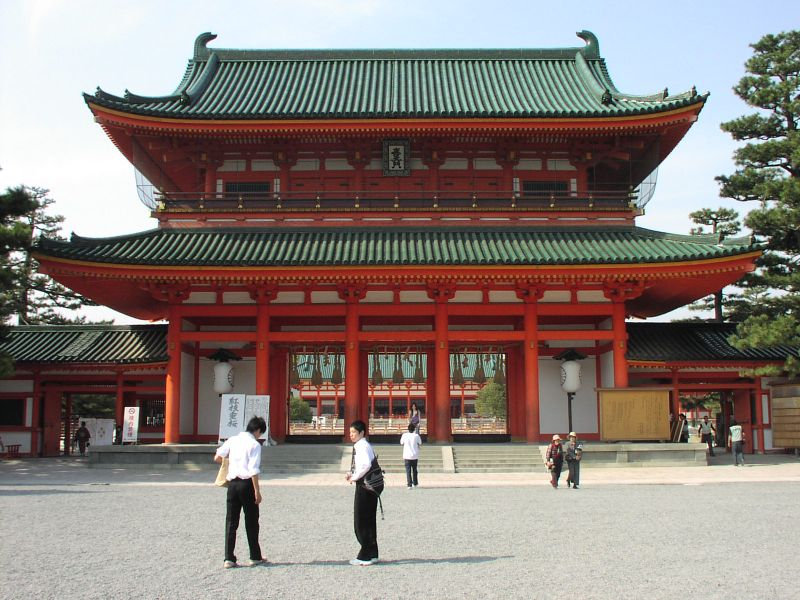
Chrám Heian džingú v Kjótu jako sídlo rodiny Tacumija, ve kterém se odehrává soutěž bojových umění.
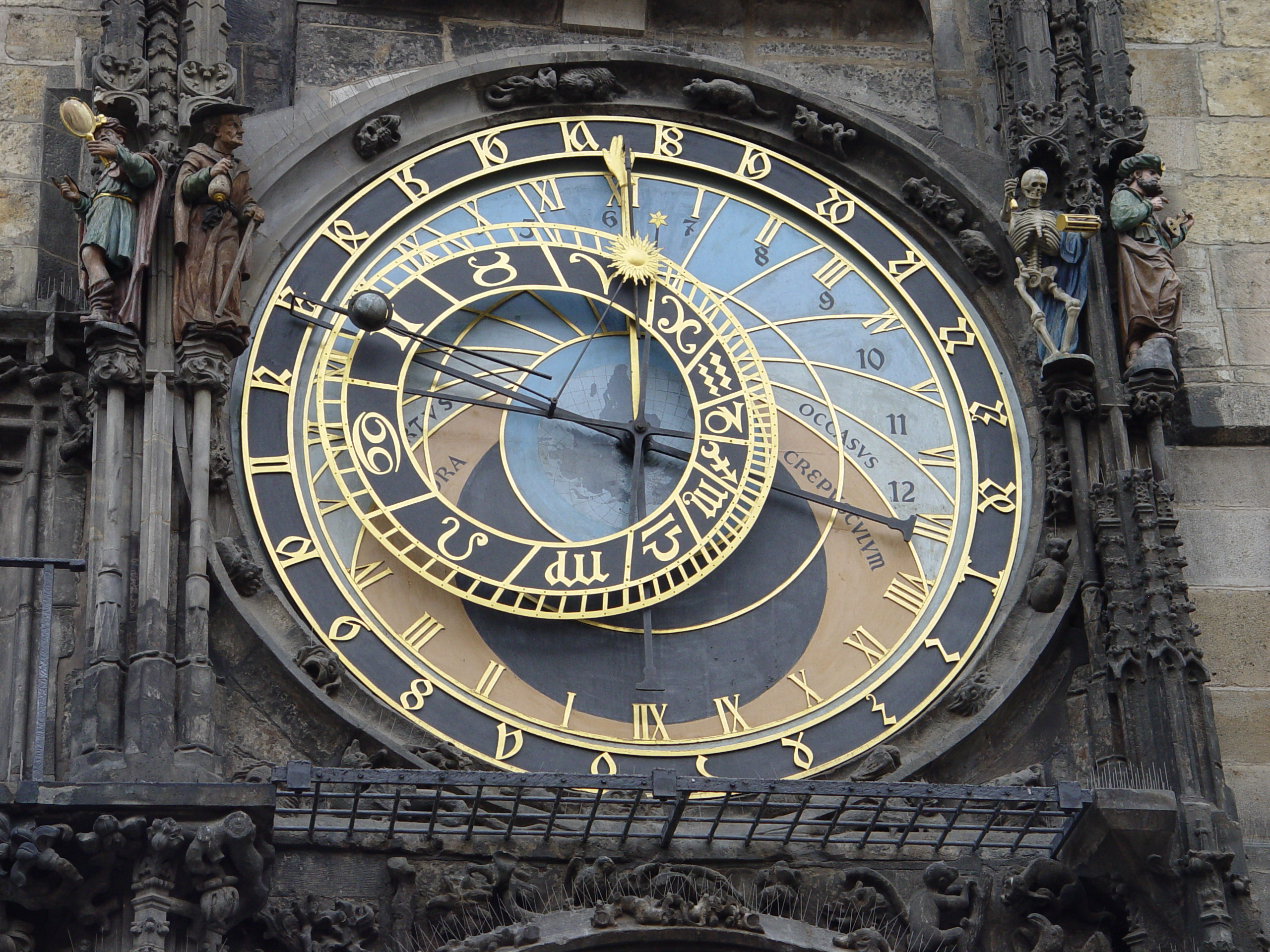
Stroj času Casseopeia, který se objeví v 9. dílu mangy je svým vzhledem podobný pražskému orloji.
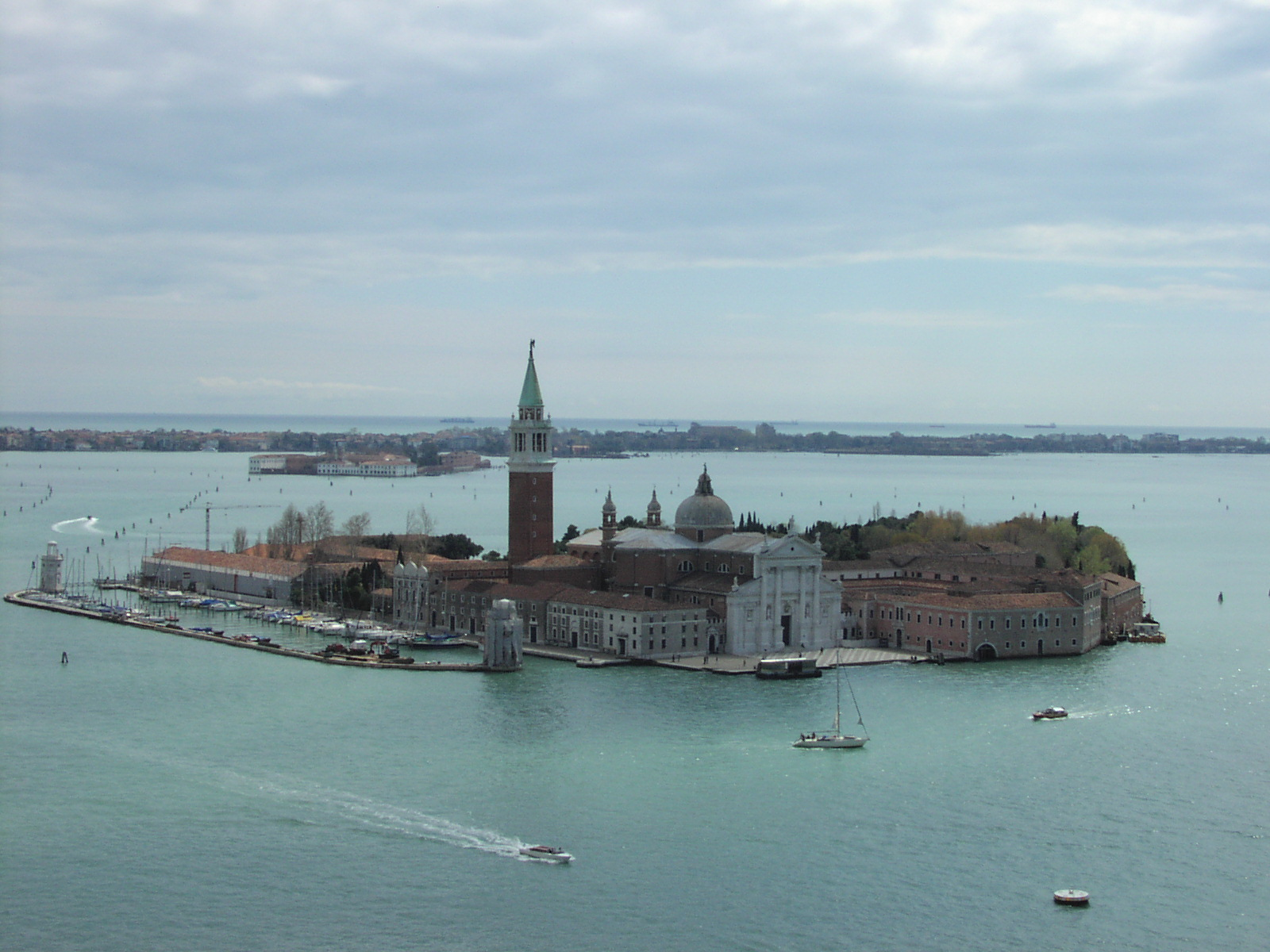
Ostrov, na kterém se nachází univerzitní knihovna je podobný ostrovu San Giorgio Maggiore v Benátkách.
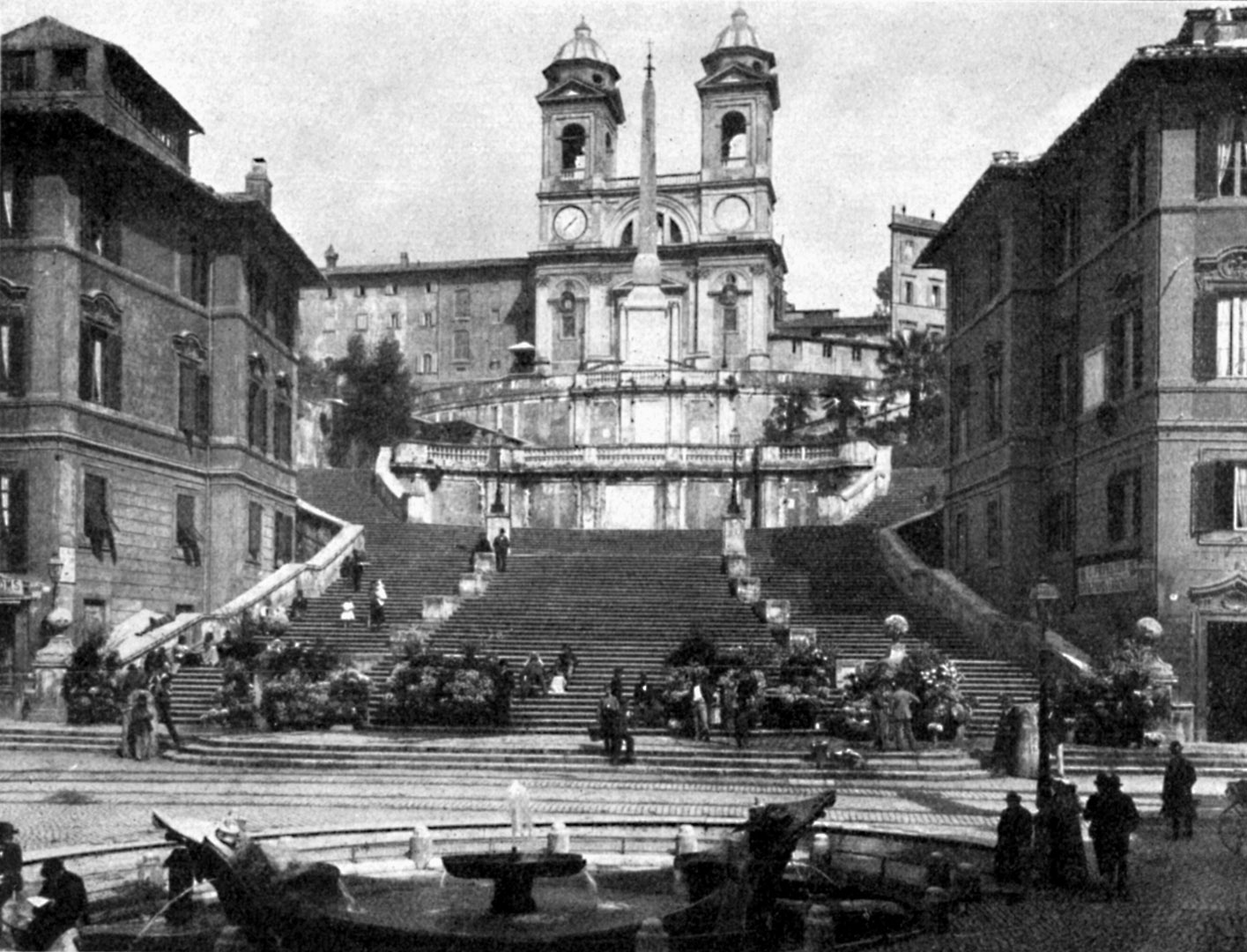
Univerzitní strom se nachází na náměstí podobající se Piazza di Spagna v Římě.

## Postavy
Negima obsahuje velké množství postav, které jsou všechny podrobně představeny, jak se s nimi postupně Negi seznamuje. Čtenář tak poznává celou Negiho třídu 2-A (později 3-A), ve které jsou geniální i hloupější, sportovně založené i neohrabané studentky. Dokonce se v Negiho třídě vyskytují i ninjové, upíři, roboti, duchové, démoni a také marťani.
Některé studentky ví o magii a o tom, že Negi je mág. Některé to zjistí později. S některými Negi uzavře tzv. dočasný kontrakt (probationary contract v anglické verzi mangy), který mágovi umožňuje předat část schopností svému pomocníkovi (tohoto se často využívá v bojích, kdy za Negiho bojují jeho studentky).

### Hlavní postavy
| Jméno                               | Japonský dabér/ka (Seijú) | Informace |
| ----------------------------------- | ------------------------- | --- |
| Negi Springfield                    | Rina Sató                 | (japonsky ネギ・スプリングフィールド Negi Supuringufírudo) Negi je desetiletý mág pocházející z Walesu. Jeho otec byl legendární mág, nazývaný Thousand Master (podle Americké verze mangy) Nagi Springfield a matka princezna Arika. Poté, co jeho otec zmizel, Negi vyrůstal v malé vesničce, kde jej vychovávali příbuzní. Při útoku démonů na tuto vesnici se objeví Nagi a démony porazí. Pak daruje svému synovi magickou hůl a opět zmizí. Negi se rozhodne stát mocným mágem a najít svého otce. Nastoupí do školy magie, po jejímž vystudování je poslán do Japonska, jak učitel angličtiny na univerzitě Mahora.                                                                          |
| Sajo Aisaka                         | Juri Širatori             | (japonsky 相坂 さよ Aisaka Sajo) Studentka číslo 1. Aisaka zemřela více než půl století před začátkem série, ale zůstává ve třídě 3-A jako duch. Poprvé je představena až v 9. díle mangy a později se stane kamarádkou Kazumi, které pak pomáhá v její novinářské práci. Saja později od Evangeline dostává loutku, do které se převtělí a může tak opustit univerzitu a jít s Negim a ostatními do světa magie. |
| Júna Akaši                          | Madoka Kimura             | (japonsky 明石 裕奈 Akaši Júna) Studentka číslo 2. Je dcerou profesora Akašiho, jednoho z mágů na univerzitě. O existenci magie však zpočátku neví. |
| Kazumi Asakura                      | Ajana Sasagawa            | (japonsky 朝倉 和美 Asakura Kazumi) Studentka číslo 3. Je univerzitní reportérka a fotografka. O magii se dozví, když kvůli článku do novin sleduje Negiho. Nabídne mu spolupráci a slíbí, že nikomu neřekne, výměnou za dočasný kontrakt. Stává se tak jedním z Negiho partnerů. Přátelí se s Sajou Aisakou, sdutentkou číslo 1, která jí pomáhá při reportérské činnosti (Saja je duch a tudíž ji téměř nikdo nemůže vidět). |
| Jue Ajase                           | Nacuko Kuwatani           | (japonsky 綾瀬 夕映 Ajase Jue) Studentka číslo 4. Je nejlepší kamarádkou Nodoky, se kterou má společnou zálibu v knihách. Aktivně podporuje Nodoku v jejím vztahu s Negim. Později se stane Negiho partnerem a začne se učit magii. Jejím magickým artefaktem je encyklopedie, která obsahuje veškeré informace týkající se magie. I přes to, že se nerada učí (patří do skupiny Baka Rangers jako Černá), je velice inteligentní a vzdělaná v oborech, které ji zajímají (především filozofie, později magie). |
| Ako Izumi                           | Kozomi Jamakawa           | (japonsky 和泉 亜子 Izumi Ako) Studentka číslo 5. Hraje na basovou kytaru v dívčí skupině Dekopin Rocket. Je velmi plachá a nemá příliš velké sebevědomí. Na zádech má velkou jizvu, za kterou se stydí. Během školního festivalu se zamiluje do Negiho, který je v tu chvíli díky magii o pět let starší a představil se jako bratranec Nagi. Později se nešťastnou náhodou ocitne ve světě magie, kde s Negim uzavře dočasný kontrakt. Jejím magickým artefaktem je velká injekční stříkačka obsahující drogu, která dočasně zvyšuje magické schopnosti. |
| Akira Ókóči                         | Azumi Jamamoto            | |
| Misa Kakizaki                       | Šizuka Itó                | |
| Asuna Kagurazaka                    | Akemi Kanda               | (japonsky 神楽坂 明日菜 Kagurazaka Asuna) Studentka číslo 8. Asuna je sirotek, která byla na Mahoru přijata samotným děkanem. Přivydělává si roznášením novin a za vydělané peníze platí školné, i když jí děkan povolil studium zdarma. Asuna je impulzivní a často i násilná. Zpočátku neměla Negiho ráda a nechtěla jej přijmout jako učitele. Později se však s Negim spřátelí a stává se jeho magickým partnerem a získává harisen (obrovský vějíř), který později dokáže měnit na obrovský meč. Ve třídě patří do skupiny Baka rangers (v anglickém překladu anime jako Dummy Force), což je skupina studentek z 3-A s nejhorším prospěchem. Je označována jako Červená Baka Ranger.          |
| Misora Kasuga                       | Ai Bandó                  | |
| Čačamaru Karakuri                   | Akeno Watanabe            | (japonsky 絡繰 茶々丸 Karakuri Čačamaru) Studentka číslo 10. Čačamaru je robot a jejím pánem je Evangeline. Byla vyrobena studentkou Satomi a na začátku mangy jsou jí dva roky. Její tělo je vyrobeno pomocí techniky, ale energii jí dodává magie. Proto musí sloužit mágovi, který je schopen jí poskytnout dostatečné množství magické energie. Je vybavena odpalovači raket, laserem a také magickým zařízením, které jí dovoluje létat. Ačkoliv je Čačamaru robot a její původní programování nezahrnuje lidské emoce, od 9. dílu mangy začíná projevovat city. Během výpravy do světa magie se stane partnerem Negiho. Později je její tělo vylepšeno tak, že vypadá téměř jako živý člověk. |
| Madoka Kugimija                     | Mami Deguči               | |
| Kü Fej                              | Hazuki Tanaka             | (čínsky 古 菲 Kü Fej, japonsky クー フェイ Kú Fei) Studentka číslo 12. Je původem z Číny, proto nemluví dobře japonsky (všechny její věty končí na aru, japonsky アル, v anglickém překladu je použita pidžin angličtina). Z toho důvodu nemá dobré studijní výsledky — je Žlutá Baka Ranger. Je však velmi schopná v čínském bojovém umění, které později začne učit i Negiho. |
| Konoka Konoe                        | Ai Nonaka                 | (japonsky 近衛 木乃香 Konoe Konoka) Studentka číslo 13. Je dcerou vůdce magické asociace v Kansai (v Kjótu) a vnučkou děkana Mahory. Zpočátku o existenci magie neví, ale během školního výletu do Kjóta zjistí, že má jisté magické schopnosti. Později se stane také Negiho partnerem a její schopností je léčení. Zároveň je jejím partnerem Secuna. |
| Haruna Saotome                      | Sawa Išige                | (japonsky 早乙女 ハルナ Saotome Haruna) Studentka číslo 14. Je nadaná malířka a kreslí vlastní manga příběhy. Společně s Jue a Nodokou je členkou průzkumného knihovnického týmu. Je velmi inteligentní a později si sama všimne toho, že Negi je mág a její dvě kamarádky jsou jeho partnery. S Negim uzavře dočasný kontrakt a získá artefakt zvaný Imperium Graphices — sešit, který je schopný zhmotnit vše, co je v něm nakresleno. Haruna se naučí jej rychle využívat v boji. Často je nazývaná Paru (slovní hříčka se jménem Haruna — Haru ハル a Paru パル). |
| Secuna Sakurazaki                   | Jú Kobajaši               | (japonsky 桜咲 刹那 Sakurazaki Secuna) Studentka číslo 15. Je poloviční démon a šermířka školy Šinmei-rjú (japonsky 京都 神鳴流) v Kjótu. Během školního výletu se stane Negiho partnerem a později i partnerem Konoky. S Konokou se zná již od malička, přesto ji oslovuje Odžó-sama (uctivý výraz pro osobu vyššího postavení). |
| Makie Sasaki                        | Jui Horie                 | (japonsky 佐々木 まき絵 Sasaki Makie) Studentka číslo 16. Ve třídě patří mezi Baka Rangers a má označení Růžová. |
| Sakurako Šína                       | Akane Omae                | |
| Mana Tacumija                       | Miho Sakuma               | (japonsky 龍宮 真名 Tacumija Mana) Studentka číslo 18. Dcera strážce svatině Tacumija. Je velmi schopná střelkyně, i v boji na blízko. Její zvláštní schopností jsou oči démona, díky kterým vidí duchy i démony (což znamená, že vidí i Saju Aisaku). Bývala partnerem mága, který ale zemřel ještě před začátkem série. |
| Čchao Lingšen                       | Čiaki Ósawa               | (japonsky 超 鈴音, チャオリンシェン Čchao Lingšen) Studentka číslo 19. Je nejchytřejší ze třídy 3-A a jedna z nejchytřejších na celé univerzitě. Pracuje společně se Satomi na výzkumu robotů. Pomáhá také Sacuki v její restauraci Čchao Pao C'. Ovládá bojové umění, které ji naučila Kü Fej. Během festivalu svým spolužačkám a Negimu prozradí, že pochází z Marzu a přišla z budoucnosti. Podle jejích slov je Negiho vzdálený potomek. Vlastní stroj času zvaný Casseopeia, který pujčí Negimu na začátku školního festivalu. Jejím plánem (a tedy důvodem proč přišla do minulosti, do Negiho třídy) je odhalit světu existenci mágů a magie a tím změnit historii Země.                     |
| Kaede Nagase                        | Rjóko Širaiši             | (japonsky 長瀬 楓 Nagase Kaede) Studentka číslo 20. Je členkou nindža klanu Kóga. Věty zakončuje archaickým de gozaru (japonsky でござる), které bylo v minulosti používáno především samuraji. Poté, co se dozví o existenci magie, začne Negimu pomáhat. Účastní se i výpravy do světa magie. Stane se také Negiho partnerem. Je Modrá Baka Ranger. |
| Čizuru Naba                         | Misa Kobajaši             | (japonsky 那波 千鶴 Naba Čizuru) Studentka číslo 21. Po příchodu Kótara na univerzitu se ho ujme a ubytuje ho ve svém bytě. Stará se o něj a donutí ho vydávat se za mladšího bratra své kamarádky Nacumi. |
| Fuka Narutaki                       | Kimiko Kojama             | |
| Fumika Narutaki                     | Mari Kanó                 | |
| Satomi Hakase                       | Mai Kadowaki              | |
| Čisame Hasegawa                     | Jumi Šimura               | (japonsky 長谷川 千雨 Hasegawa Čisame) Studentka číslo 25. Ve třídě se projevuje velmi málo, je nespolečenská a na své spolužačky považuje za hloupé a infantilní. Je velmi technicky zdatná a ve svém volném čase se na internetu vydává za Čiu (japonsky ちう) a spravuje vlastní webové stránky, kde vystavuje své fotografie. |
| Evangeline Athanasia Kitty McDowell | Juki Macuoka              | (japonsky エヴァンジェリン・マクダウェル Evanjerin Makudaueru) Studentka číslo 26. Je nesmrtelná upírka, která byla Negiho otcem zakleta do podoby desetileté dívky a poslána na univerzitu Mahora, odkud se nesmí vzdálit. Ve světě magie je známá pod přezdívkou Temná Evangel, nebo Znamení zla. Po zakletí však ztratila svou magickou sílu a již není hrozbou. Ihned poté, co Negi přijede do Japonska se Evangeline snaží vysát jeho krev, což by znamenalo zrušení její kletby. Je však Negim porazena a později se stává jeho učitelkou magie (poté, co se Negi vrátí ze školního výletu). V bojích používá místo magie svoji pomocnici Čačamaru. Vlastní také loutku Čačazero.             |
| Nodoka Mijazaki                     | Mamiko Noto               | (japonsky 宮崎 のどか Mijazaki Nodoka) Studentka číslo 27. Je jedna ze studentek s nejlepším prospěchem. Má ráda knihy a je členkou průzkumného knihovnického týmu, který objevuje a prozkoumává prostory na ostrově knih (Library Island s anglické verzi mangy). Je zamilovaná do Negiho, později objeví jeho tajemství a stane se Negiho partnerem. Její schopnost, Diarium Ejus, kterou získá po uzavření kontraktu, je čtení myšlenek a pocitů jakékoliv osoby. |
| Nacumi Murakami                     | Mai Aizawa                | |
| Ajaka Jukihiro                      | Junko Minagawa            | |
| Sacuki Jocuba                       | Naomi Inoue               | |
| Zazie Rainyday                      | Juka Inokuči              | |

### Další postavy
| Jméno                | Japonský dabér/ka (Seijú) | |
| -------------------- | ------------------------- | --- |
| Takamiči T. Takahata | Norihiro Inoue            | (japonsky 高畑・T・タカミチ Takahata T. Takamichi) je učitel na univerzitě Mahora. Původně měl učit třídu 2-A, ale nakonec jej nahradil Negi. Byl členem skupiny Ala Rubra, ve které byl i Negiho otec. Mezi mágy je velmi známý a respektovaný, ale není Magister Magi, jelikož nedokáže sesílat zaklínadla. Vytvořil si proto svůj vlastní specifický styl kankahó, ve kterém kombinuje západní magii s používáním Ki. |
| Seruhiko-sensei      | Kikuko Inoue              | |
| Seruhiko-sensei      | Minoru Širaiši            | |
| Konoemon Konoe       | Mahito Cudžimura          | |
| Nagi Springfield     | Takehito Kojasu           | |
| Nekane Springfield   | Masami Suzuki             | |
| Anja                 | Rjó Hirohaši              | |
| Čamo                 | Masaši Jabe               | |
| Čigusa Amagasaki     | Nanaho Kacuragi           | |
| Cukujomi             | Hiromi Cunakake           | |
| Fate Averruncus      | Akira Išida               | |
| Čačazero             | Joko Teppózuka            | |

## Manga
Kromě Japonska je manga vydávána i v USA, Velké Británii, Francii, Itálii, Německu, Norsku, Chorvatsku a dalších zemích. V ČR nebo SR zatím (ke dni 7.1.2010) série nevychází a tudíž ani neexistuje oficiální překlad. Existuje však neoficiální slovenský překlad, který tvoří fanoušci Negimy! a distribuují jej přes internet.

### Omake
Originální manga i americký překlad od Del Rey obsahuje na konci každého dílu bonusový materiál (často označovaný japonským slovem omake). Jedná se o autorovy návrhy a popis jednotlivých postav, ukázky CGI modelů budov, tabulku oblíbenosti hlavních postav (založenou na hlasování fanoušků na internetu), fanoušky nakreslené obrázky a podrobné popisy některých kouzel. V anglickém překladu je navíc sekce poznámky překladatele, ve které jsou vysvětleny některé skryté významy a detaily, ztracené překladem.

### Příběh
Manga je rozdělena do několika příběhů, které na sebe navazují:
1. Úvod (1.–15. kapitola, díl 1 a 2) – Negi přijíždí do Japonska, kde se stává třídním učitelem třídy 2-A. Negi se seznamuje s Asunou a vzniká mezi nimi přátelství. Dále se seznamuje s Konokou, Ajakou a Čisame. Je představena skupina Baka rangers (název z americké verze mangy), což jsou některé studentky s velmi slabým studijním prospěchem. Tato skupina s Negim v čele podnikne výpravu do velké knihovny v Mahoře, aby nalezli vzácný artefakt, který udělá z majitele génia.[27][28]
2. Evangeline (16.–25. kapitola, díl 3) – Negi a jeho třída (teď již 3-A) úspěšně začínají nový školní rok. Negi však čelí prvnímu problému - jeho studentka, Evangeline A. K. McDowell, jej vyzve k souboji. Negi posléze zjistí, že Evangeline je nesmrtelná upírka, která se znala s jeho otcem Nagi Springfieldem. Před soubojem Negiho navštíví jeho starý známý, Chamo, který je zaklet do podoby hranostaje. Chamo vysvětlí Negimu princip dočasných kontraktů a partnerů. Negiho prvním partnerem se stává Asuna a společně svedou souboj proti Evangeline a její pomocnici-robotu ČaČamaru Karakuri (také studentka třídy 3-A).[29]
3. Školní výlet do Kjóta (26.–53. kapitola, díly 4–6) – Třída 3-A jede společně s Negim na školní výlet do Kjóta. Zde Negi pátrá po informacích o svém (údajně mrtvém) otci. Je představena Nodoka Mijazaki a vysvětlen vztah mezi Konokou a Secunou Sakurazaki. Tyto tři studentky se pak stávají Negiho partnery, když je Negi donucen bojovat s mágy z Kjóta, kteří unesli Konoku. Později se Negi a jeho partneři opět střetávají v boji s kjótskými mágy. V manze se začíná objevovat temnější atmosféra a větší důraz na akci a souboje.[30][31][32]
4. Trénink (54.–71. kapitola, díly 7 a 8) – Po příjezdu z Kjóta, kde Negi odhalil své slabiny v soubojích se rozhodne, že začne více trénovat magii. Požádá proto studentky Evangeline a Kü Fej, aby jej trénovaly. Na univerzitu Mahora přichází Kotaró Inugami, se kterým se Negi utkal v souboji v Kjótu. Společně pak čelí démonu Wilheimovi, byl zodpovědný za útok na Negiho vesnici, během něhož se objeví Nagi.[33][34]
5. Školní festival (72.–168. kapitola, díly 9–18)
  - Příprava (72.–80. kapitola, díl 9) – Na univerzitě v Mahoře se všichni připravují na festival. Třída 3-A chystá Dům hrůzy, atrakci pro návštěvníky festivalu. Prastarý strom v Mahoře (v Americké manze označovaný jako World Tree) začíná vyzařovat magickou energii, která na několika místech v areálu univerzity způsobuje problémy.[35]
  - 1. den (81.–91. kapitola, díl 10 a 11) – Negi od své studentky, Čchao Lingšen, dostává kapesní stroj času (nazývaný Casseopeia), díky němuž stihne v prvním festivalovém dni všechny své povinnosti. Společně s Manou Tacumijou hlídá nebezpečné místa, na které vyzařuje magie z World Tree. Má tři schůzky se svými studentkami, navštíví všechny festivalové atrakce svých studentek a nakonec se společně s Kótarem a dalšími přihlásí do soutěže bojových umění (Martial Arts' Tournament).[36][37]
  - Turnaj (92.–119. kapitola, díly 11-13) – Negiho cílem v turnaji je vyhrát a vyrovnat se tak svému otci, který také podobný turnaj vyhrál. Poté, co se Negi probojuje mezi 16 nejlepších bojovníků, společně s Asunou, Secunou, Tacumijou, Takamičim a dalšími, zápasí postupně se známými i neznámými protivníky a často také používá magii. Později, jakmile se fotografie z turnaje dostanou na internet, si začíná celá Mahora šeptat o magii a na turnaj se začnou sbíhat další a další diváci. Asuna v boji proti Secuně odhalí svoji dávno zapomenutou minulost. Poprvé také padne zmínka o plánu, za kterým stojí Čchao.[37][38]
  - 2. den (120.–131. kapitola, díly 14 a 15)
  - Čchao a její mise (132.–144. kapitola, díly 15 a 16)
  - Bitva s Čchao (145.–162. kapitola, díly 16–18)
  - Závěr (163.–168. kapitola, díl 18)
6. Výprava do Světa magie (od 169. kapitoly, od dílu 19)

## Anime
Anime adaptaci této mangy vytvořilo studio Xebec, režíroval ji Nagisa Mijazaki a na tvorbě se také podílel sám autor mangy, Ken Akamacu. Série má 26 dílů a od 6. ledna 2005 do 29. června 2005 ji vysílala televize TV Tokyo. Příběh v anime je velmi podobný manze, jen s drobnými rozdíly. Ke konci se pak série výrazně odchyluje od děje popsaného v manze a přináší vlastní dějovou linii. Anime bylo s některými změnami (byly překresleny některé scény a opraveny chyby) vydáno i na DVD.
V srpnu 2008 vznikla třídílná OVA s názvem Mahó sensei Negima! Široki cubasa Ala Alba (japonsky 魔法先生ネギま！～白き翼 ALA ALBA～), která se prodávala zároveň s 23. až 25. dílem mangy. Děj této série sleduje 176. až 183. kapitolu mangy. V září 2009 na tuto sérii přímo navazuje další čtyřdílná OVA s názvem Mahó sensei Negima! Mó hitocu no sekai (japonsky 魔法先生ネギま！～もうひとつの世界～). Obě tyto série režíroval Akijuki Šinbó spolu s Kenem Akamacu.

## Hraný seriál
Na motivy této mangy vznikl v roce 2007 hraný seriál se stejnojmenným názvem, který natočilo studio Starchild. Poprvé se o hraném seriálu zmínil 18. května 2007 Ken Akamacu na svém blogu a později, 1. září 2007, byl na tiskové konferenci v Tokiu zveřejněn seznam všech 31 hereček, včetně třináctileté herečky jménem Jukina Kašiwa, která ztvárnila Negiho..
Premiéra prvního dílu pak proběhla 3. října 2007 a postupně bylo v televizi TV Tokio odvysíláno 25 dílů. Později vyšel 26. díl jako bonus na DVD. Seriál nesleduje příběh mangy, ale představil vlastní dějovou linii.